# Oleksij Nejizjpapa
Oleksij Leonidovytj Nejizjpapa (ukrainska: Олексій Леонідович Неїжпапа), född 9 oktober 1975 i Sevastopol, är en ukrainsk konteramiral och befälhavare för den ukrainska flottan. 

## Biografi
Nejizjpapa föddes den 9 oktober 1975 i Sevastopol. År 1997 tog han examen från Sevastopols örlogsinstitut.
Från 1997 till 2000 var han chef för luftvärnsmissilbatteriet på fregatten "Sevastopol". Från 2000 till 2006 tjänstgjorde han som assistent till fartygschefen på korvetten Lutsk och senare fartygschef för minsveparen Tjerkasy.
Han var stabsofficer på stabsfartyget Slavutytj inom Black Sea Naval Force (BLACKSEAFOR)(en).
Från 2006 till 2007 var han ställföreträdande befälhavare för den södra örlogsbasen. Under 2007–2008 utsågs han till förste vice befälhavare för 1:a ytstridsbrigaden i den ukrainska flottan och från 2008 till 2012 ledde han denna enhet.
Från 2012 till 2015 tjänstgjorde han som förste ställföreträdande chef för marinstaben i Ukraina. Från 2013 till 2014 tjänstgjorde han också tillfälligt som chef för Sjökrigsskolan uppkallad efter Pavel Nachimov.
År 2015 avslutade han en utbildning vid Ukrainas försvarshögskola för att kunna verka på den operativa och den strategiska nivån. Från januari 2015 var han chef för avdelningen för stridsträning av sjöstyrkorna i de väpnade styrkorna i Ukraina. Han deltog i antiterroroperationen i Donetsk och Luhansk oblast.
Den 11 juni 2020, genom dekret av Ukrainas president Volodymyr Zelenskij, utsågs han till befälhavare för flottan inom Ukrainas väpnade styrkor. 

## Militära grader
- Konteramiral (23 augusti 2017)

## Utmärkelser
- Medalj "För militärtjänst i Ukraina" (24 augusti 2012) [5]